# Jüdische Gemeinde Künzelsau
Die Jüdische Gemeinde in Künzelsau, der heutigen Kreisstadt des Hohenlohekreises im nördlichen Baden-Württemberg, entstand in der Mitte des 19. Jahrhunderts und wurde durch die nationalsozialistische Verfolgung ausgelöscht.

## Geschichte
Juden lebten bereits im Mittelalter in Künzelsau. Bei der Judenverfolgung durch die Banden des Ritters Rintfleisch im Jahr 1298 wurden auch in Künzelsau Juden ermordet. Um 1550 wurden von den Herren von Stetten wieder Juden aufgenommen. Die anderen Grundherren waren damit nicht einverstanden und deshalb wurden die Juden um 1580/81 wieder aus Künzelsau vertrieben.
Ab 1853 zogen aus den umliegenden Dörfern, vor allem aus Berlichingen, Braunsbach, Ernsbach, Hohebach und Nagelsberg, Juden nach Künzelsau, da sie dort bessere wirtschaftliche Möglichkeiten hatten. Die jüdische Gemeinde in Künzelsau war seit 1876 eine Filialgemeinde der jüdischen Gemeinde in Nagelsberg und wurde Ende des 19. Jahrhunderts zur Jüdischen Gemeinde Künzelsau-Nagelsberg. Die Gemeinde gehörte zum Bezirksrabbinat Braunsbach, dessen Sitz 1914 nach Schwäbisch Hall verlegt wurde.

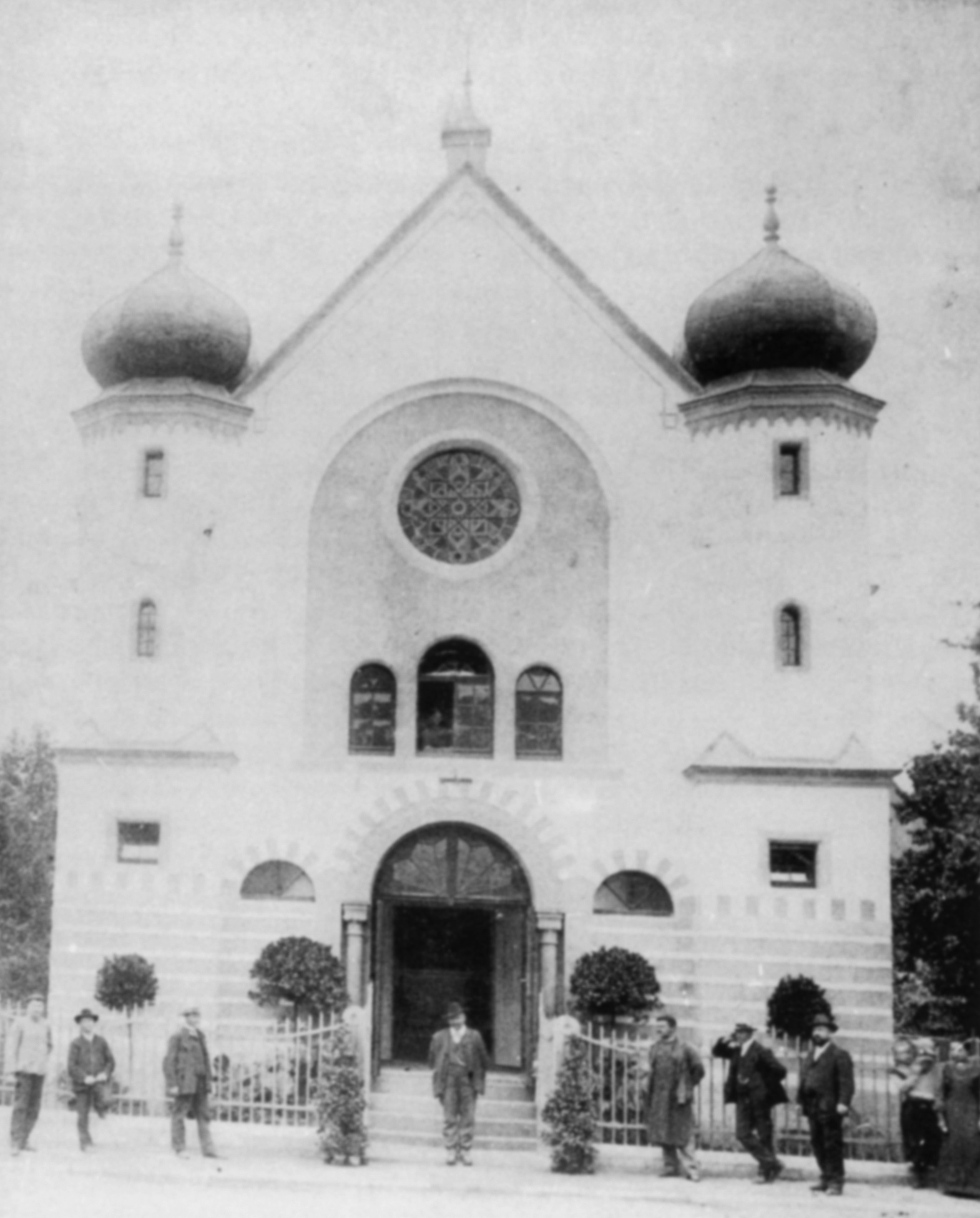
Die 1907 errichtete Synagoge wurde 1938 zerstört

Die jüdischen Familien, die hauptsächlich vom Handel lebten, waren ein wichtiger Wirtschaftsfaktor in Künzelsau. Mehrmals wurden jüdische Bürger in den Stadtrat gewählt (Lazarus Baer, Max Löwenthal, Selig Wissmann). Die jüdische Gemeinde besaß seit 1907 eine Synagoge und eine Religionsschule. Die jüdische Gemeinde hatte einen Lehrer angestellt, der zugleich als Vorbeter und Schochet tätig war. Die Toten der Gemeinde wurden vor allem auf dem jüdischen Friedhof in Berlichingen beigesetzt.

## Nationalsozialistische Verfolgung
„Bereits im März 1933 kam es zu antijüdischen Ausschreitungen in der Stadt. Am 20. März 1933 führten SA-Leute unter Führung des SA-Standartenführers Klein aus Heilbronn und Schutzpolizei eine „Waffensuchaktion“ bei jüdischen Personen und bei Gegner des NS-Regimes durch. Der jüdische Lehrer Julius Goldstein (1939 mit Frau und den beiden Kindern in die USA emigriert) wurde von SA-Leuten auf das Rathaus geschleppt und derart misshandelt, dass der eiserne Synagogenschlüssel, den er in seiner Hosentasche trug, in zwei Stücke zersprang. […] Ein anderes Gemeindeglied, David Furchheimer nahm sich auf den Vorfall hin das Leben […]“
Der Vorsteher der jüdischen Gemeinde, der Kaufmann Max Ledermann, wurde in der Nacht auf den 21. März ebenfalls von der SA misshandelt, als er Lehrer Goldstein besuchen wollte, und starb in dessen Haus an einem Herzschlag.
Beim Novemberpogrom 1938 wurde die Synagoge zerstört. Bis zu den Deportationen 1941/42 mussten die noch in der Stadt lebenden jüdischen Bürger in sogenannte Judenhäusern ziehen und wurden zur Zwangsarbeit gezwungen, unter anderem im städtischen Steinbruch. Die jüdische Gemeinde wurde am 12. Juli 1939 offiziell aufgelöst.
Das Gedenkbuch des Bundesarchivs verzeichnet 22 in Künzelsau geborene jüdische Bürger, die dem Völkermord des nationalsozialistischen Regimes zum Opfer fielen.

## Gemeindeentwicklung
| Jahr    | Gemeindemitglieder | in % der Gesamteinwohnerschaft |
| ------- | ------------------ | ------------------------------ |
| 1869    | 30                 |                                |
| um 1880 | 119                | 4,2 %                          |
| 1890    | 103                | 3,6 %                          |
| 1900    | 114                | 3,7 %                          |
| 1910    | 92                 |                                |
| 1925    | 78                 | 2,5 %                          |
| 1933    | 65                 |                                |